# 阿羅西克 (緬因州)
阿羅西克（英語：Arrowsic）是一個位於美國緬因州薩加達霍克縣的鎮。

## 人口
根據2020年美國人口普查的數據，阿羅西克的面積為27.95平方千米，當中陸地面積為20.07平方千米，而水域面積為7.87平方千米。當地共有人口477人，而人口密度為每平方千米17人。